# Sakarci
Sakarci (bułg. Сакарци) – wieś w południowej Bułgarii, w obwodzie Chaskowo, w gminie Topołowgrad.
Sakarci znajduje się w górach Sakar, u podnóża góry Wiszegrad. Gospodarka wsi opiera się głównie na uprawie tytoniu i winorośli.
W XIX wieku miejscowość była wielokrotnie niszczona przez najazdy Turków. Dawna, obowiązująca do 1950 roku nazwa wsi to Kruszewo
W pobliżu miejscowości znajdują się dobrze zachowane, megalityczne, prototrakijskie dolmeny. Odnaleziono tutaj ceramikę i narzędzia z brązu wykorzystywane przez plemiona Traków.